# Notharchus macrorhynchos
Notharchus macrorhynchos е вид птица от семейство Bucconidae.

## Разпространение
Видът е разпространен в Бразилия, Венецуела, Гвиана, Суринам и Френска Гвиана.